# Denver Broncos 1986
La stagione 1987 dei Denver Broncos è stata la 17ª della franchigia nella National Football League, la 27ª complessiva e la 7ª con Dan Reeves come capo-allenatore.
La stagione regolare terminò con un record di 11–5, facendo ritorno ai playoff dopo un anno di assenza. Nella finale della AFC incontrarono i Cleveland Browns battendoli ai supplementari, dopo che al termine dei tempi regolamentari avevano impattato la sfida con la famosa azione di John Elway divenuta nota come The Drive. Nel Super Bowl XXI, alla seconda qualificazione della loro storia, i Broncos furono battuti dai New York Giants.

## Scelte nel Draft 1986
| Scelte dei Broncos nel Draft 1986 |        |                  |               |                          |
| Giro                              | Scelta | Giocatore        | Ruolo         | College                  |
| 4                                 | 104    | Jim Juriga       | Guardia       | Illinois                 |
| 5                                 | 134    | Tony Colorito    | Nose Tackle   | USC                      |
| 6                                 | 151    | Orson Mobley     | Tight End     | Salem                    |
| 6                                 | 161    | Mark Jackson     | Wide Receiver | Purdue                   |
| 7                                 | 188    | Ray T. Phillips  | Linebacker    | North Carolina State     |
| 8                                 | 217    | Bruce Klosterman | Linebacker    | South Dakota State       |
| 9                                 | 244    | Joe Thomas       | Wide Receiver | Mississippi Valley State |
| 10                                | 271    | Victor Hall      | Tight End     | Jackson State            |
| 11                                | 301    | Thomas Denby     | Running Back  | South Carolina           |

## Calendario

### Stagione regolare
| Stagione regolare |                        |           |                               |        |
| Turno             | Avversario             | Risultato | Stadio                        | Record |
| 1                 | Los Angeles Raiders    | V 38–36   | Mile High Stadium             | 1–0    |
| 2                 | at Pittsburgh Steelers | V 21–10   | Three Rivers Stadium          | 2–0    |
| 3                 | at Philadelphia Eagles | V 33–7    | Veterans Stadium              | 3–0    |
| 4                 | New England Patriots   | V 27–20   | Mile High Stadium             | 4–0    |
| 5                 | Dallas Cowboys         | V 29–14   | Mile High Stadium             | 5–0    |
| 6                 | at San Diego Chargers  | V 31–14   | Jack Murphy Stadium           | 6–0    |
| 7                 | at New York Jets       | S 10–22   | The Meadowlands               | 6–1    |
| 8                 | Seattle Seahawks       | V 20–13   | Mile High Stadium             | 7–1    |
| 9                 | at Los Angeles Raiders | V 21–10   | Los Angeles Memorial Coliseum | 8–1    |
| 10                | San Diego Chargers     | S 3–9     | Mile High Stadium             | 8–2    |
| 11                | Kansas City Chiefs     | V 38–17   | Mile High Stadium             | 9–2    |
| 12                | at New York Giants     | S 16–19   | Giants Stadium                | 9–3    |
| 13                | Cincinnati Bengals     | V 34–28   | Mile High Stadium             | 10–3   |
| 14                | at Kansas City Chiefs  | S 10–37   | Arrowhead Stadium             | 10–4   |
| 15                | Washington Redskins    | V 31–30   | Mile High Stadium             | 11–4   |
| 16                | at Seattle Seahawks    | S 16–41   | Kingdome                      | 11–5   |

### Playoff
| Giro                | Avversario           | Risultato     | Stadio            |
| ------------------- | -------------------- | ------------- | ----------------- |
| Divisional Playoffs | New England Patriots | V 22–17       | Mile High Stadium |
| AFC Championship    | at Cleveland Browns  | V 23–20 (DTS) | Cleveland Stadium |
| Super Bowl XXI      | New York Giants      | S 20–39       | Rose Bowl         |

## Classifiche
| AFC West              | AFC West | AFC West | AFC West | AFC West | AFC West | AFC West | AFC West | AFC West | AFC West |
|                       | V        | S        | P        | %        | DIV      | CONF     | PF       | PS       | Str.     |
| --------------------- | -------- | -------- | -------- | -------- | -------- | -------- | -------- | -------- | -------- |
| Denver Broncos(2)     | 11       | 5        | 0        | .688     | 5–3      | 8–4      | 378      | 327      | S1       |
| Kansas City Chiefs(5) | 10       | 6        | 0        | .625     | 5–3      | 9–5      | 358      | 326      | V3       |
| Seattle Seahawks      | 10       | 6        | 0        | .625     | 5–3      | 7–5      | 366      | 293      | V5       |
| Los Angeles Raiders   | 8        | 8        | 0        | .500     | 4–4      | 7–5      | 323      | 346      | S4       |
| San Diego Chargers    | 4        | 12       | 0        | .250     | 1–7      | 4–8      | 335      | 396      | S2       |